# Venia
Venia kakamega és una espècie d'aranya araneomorfa de la subfamília dels erigonins, dins de la família Linyphiidae. És l'únic membre del gènere monotípic Venia.
Es poden trobar a Kenya.